# Pános Kamménos
Panos Kammenos, (in greco Πάνος Καμμένος?) all'anagrafe Panagiotis Kammenos (Παναγιωτης Καμμένος, AFI: [panaˈʝotis kaˈmenos]; Atene, 12 maggio 1965), è un politico ed economista greco, leader di Greci Indipendenti (ANEL). È stato ministro della Difesa dal 2015 al 2019.

## Biografia
Ha studiato economia e gestione aziendale all'Università di Lione in Francia. Dal suo CV, riportato sul sito del Parlamento Greco, è menzionato anche un istituto superiore Elvetico ma non è ben chiaro quale titolo di studi Kammenos abbia conseguito ivi.
Eletto deputato al Parlamento Ellenico per la Circoscrizione Atene B alle elezioni del 10 ottobre 1993 nelle liste di Nuova Democrazia (ND), è stato sempre rieletto in tutte le elezioni successive. A causa del suo dissenso verso le politiche di rigore portate avanti dal governo tecnico di Loukas Papadīmos (sostenuto da ND, PASOK e LAOS) e al "memorandum d'intesa" firmato con la Troika (Commissione europea, BCE e FMI), il 24 febbraio 2012 abbandona ND e fonda Greci Indipendenti (ANEL), un nuovo partito politico greco di destra ed euroscettico. ANEL si colloca dunque all'opposizione del governo di unità nazionale (sostenuto da tutti gli altri partiti tranne ANEL, KKE e SYRIZA).
Tra il 2012 e il 2015, nelle varie campagne elettorali per le elezioni parlamentari, europee e amministrative, Kammenos si oppone ai partiti che compongono il Governo Samaras (ND, PASOK e DIMAR): inoltre Kammenos si scontra anche con i partiti che si posizionano ideologicamente alla sua destra come Alba Dorata. A livello locale, Kammenos decide di stipulare delle «alleanze di larghe intese contro l'austerità» con la sinistra radicale di SYRIZA per il governo di alcuni enti locali con lo scopo di isolare i sostenitori del Governo Samaras.
ANEL debutta al 10,6% nelle elezioni anticipate del maggio 2012, ma il Parlamento Ellenico neoeletto viene disciolto per l'impossibilità di formare un governo: alle successive elezioni anticipate del giugno 2012 ANEL scende al 7,51% e questa volta ND e PASOK raggiungono la maggioranza assoluta dei seggi formando un governo stabile.
Alle elezioni europee del 2014, ANEL scende ancora al 3,47% dei voti (ultimo partito a superare la soglia di sbarramento fissata al 3% dei voti), ma riesce comunque ad eleggere 1 eurodeputato sui 22 spettanti alla Grecia: l'on. Notis Marias, unico eletto di ANEL al Parlamento Europeo, aderisce quindi al Gruppo dei Conservatori e dei Riformisti Europei (ECR), consentendo al partito di Kammenos di ottenere un collegamento con il Partito Conservatore del Regno Unito, rifiutando qualsiasi tipo di alleanza con i «partiti impresentabili di estrema destra».
A causa del basso risultato (il settimo posto) nel voto europeo, i sondaggi di novembre 2014 vedono ANEL a rischio sbarramento: nel dicembre 2014 ND propone ad ANEL una alleanza per eleggere Stavros Dimas (ND) come nuovo Presidente della Repubblica (al fine di evitare la caduta del governo e quindi l'obbligatorio voto anticipato) e di entrare nella maggioranza di governo per evitare le elezioni anticipate, ma Kammenos rifiuta. Il 29 dicembre 2014, visto il mancato raggiungimento del quorum di 180 voti su 300 per eleggere il nuovo Presidente della Repubblica alla terza votazione, il Parlamento Ellenico è stato quindi automaticamente sciolto.
Alle elezioni parlamentari anticipate del 25 gennaio 2015 ANEL ottiene il 4,75% dei voti e 13 seggi su 300, contro i 12 che aveva al momento dello scioglimento anticipato (29 dicembre 2014) e Kammenos si compiace di aver superato l'ex partito di governo PASOK, ex storico caposaldo insieme a ND dello storico bipolarismo greco; il 27 gennaio 2015 Kammenos diventa Ministro della Difesa della Repubblica Greca nel Governo Tsipras I, nato con i voti di ANEL e di SYRIZA in nome della comune lotta all'austerità. Kammenos è anche il capo-delegazione di tutti i ministri e sottosegretari di ANEL nel Governo Tsipras e quindi è, secondo quella parte di stampa greca in sintonia con il partito, il numero tre (dopo il Capo del Governo Alexīs Tsipras e il suo vice Giannīs Dragasakīs, entrambi esponenti di SYRIZA).
Fra le sue citazioni più note, e rappresentative del pensiero intellettuale di Kammenos, è bene riportare le seguenti: in un'intervista al quotidiano inglese 'Guardian' nel Gennaio 2015 ha dichiarato che "l'Europa è governata da 'tedeschi nazisti'"; poche settimane prima aveva sostenuto che "gli ebrei greci non pagano le tasse". Tali posizioni sono state considerate gravemente diffamatorie e hanno provocato dure reazioni a livello nazionale ed internazionale.
Alle elezioni parlamentari anticipate del 20 settembre 2015 ANEL ottiene il 3,69% dei voti e 10 seggi su 300. Il 23 settembre 2015 Kammenos viene riconfermato Ministro della Difesa della Repubblica Greca nel Governo Tsipras II.
Si è dimesso dall'incarico governativo il 13 gennaio 2019 dopo che il parlamento macedone ha approvato a larga maggioranza la riforma costituzionale che ha modificato il nome del Paese in "Repubblica della Macedonia settentrionale". ANEL aveva espresso la sua contrarietà all'accordo internazionale pacificatorio concluso dal primo ministro Alexīs Tsipras con l'omologo Zoran Zaev.